# Wael El Hindi
Wael Hatem El Hindi (* 25. Juni 1980 in Gizeh) ist ein ehemaliger ägyptischer Squashspieler.

## Karriere
Wael El Hindi begann seine Karriere im Jahr 1999 und gewann acht Turniere auf der PSA World Tour. Sein größter Titel auf der Tour war der Gewinn der US Open gegen Laurens Jan Anjema. Darüber hinaus stand er in weiteren fünf Finals. Seine höchste Platzierung in der Weltrangliste war Rang acht im November 2008. Mit der ägyptischen Nationalmannschaft wurde er 2009 in Islamabad Weltmeister, nachdem er mit ihr 2007 noch im Halbfinale gescheitert war. Er stand zudem 2003 und 2005 im Aufgebot. Bereits in seiner Juniorenkarriere erreichte er das Weltmeisterschaftsfinale, welches er gegen Ong Beng Hee mit 9:7, 5:9, 0:9 und 5:9 verlor. Im Januar 2013 beendete er seine Karriere.

## Erfolge
- Weltmeister mit der Mannschaft: 2009
- Gewonnene PSA-Titel: 8
- Afrikaspiele: 1 × Gold (Mannschaft 2003)